# Fédération nationale des podologues
La Fédération Nationale des Podologues (ou FNP) est un organisme professionnel français représentatif qui regroupe les podologues adhérents des syndicats régionaux.